# Arcwanik
Arcwanik – wieś w Armenii, w prowincji Sjunik. W 2011 roku liczyła 625 mieszkańców.